# Pacific Nations Cup 2011
Der Pacific Nations Cup 2011 war die sechste Ausgabe des Rugby-Union-Turniers Pacific Nations Cup. Beteiligt waren die Nationalmannschaften von Fidschi, Japan, Samoa und Tonga. Zwischen dem 2. und 13. Juli 2011 fanden sechs Spiele statt, wobei jede Mannschaft je einmal gegen die drei anderen antrat. Fünf der sechs Spiele wurden in Fidschi ausgetragen, eines in Japan. Ursprünglich hätten alle Spiele in Tokio ausgetragen werden sollen, diese mussten aber nach dem verheerenden Tōhoku-Erdbeben 2011 verlegt werden.
Den Titel gewann erstmals Japan. Zwar hatte Tonga bei gleich vielen Tabellenpunkten das bessere Spielpunkteverhältnis, der Turniersieg ging jedoch aufgrund des Ergebnisses der direkten Begegnung an die Japaner.

## Tabelle
|    | Team    | Spiele | Siege | Unent. | Ndlg. | Spiel- punkte | Diff. | Bonus- punkte | Tabellen- punkte |
| -- | ------- | ------ | ----- | ------ | ----- | ------------- | ----- | ------------- | ---------------- |
| 1. | Tonga   | 3      | 2     | 0      | 1     | 101:68        | + 33  | 2             | 10               |
| 2. | Japan   | 3      | 2     | 0      | 1     | 67:74         | − 7   | 2             | 10               |
| 3. | Samoa   | 3      | 1     | 0      | 2     | 71:80         | − 9   | 1             | 5                |
| 4. | Fidschi | 3      | 1     | 0      | 2     | 70:87         | − 17  | 1             | 5                |

Die Punkteverteilung war wie folgt:
- 4 Punkte bei einem Sieg
- 2 Punkte bei einem Unentschieden
- 0 Punkte bei einer Niederlage (vor möglichen Bonuspunkten)
- 1 Bonuspunkt bei vier Versuchen in einem Spiel
- 1 Bonuspunkt bei einer Niederlage mit weniger als sieben Punkten Unterschied

## Ergebnisse
| 2. Juli 2011 15:10 UTC+12 | Tonga | 45 : 21        | Fidschi | Churchill Park, Lautoka Zuschauer: 4.075 Schiedsrichter: Marius Jonker (Südafrika) |
| 2. Juli 2011 15:10 UTC+12 | Versuche: Vahafolau 5. erh. Taufa 25. erh. Strafversuch 43. erh. Iongi 73. erh. Taumalolo 79. n.erh. Erhöhungen: Morath (4/5) Straftritte: Morath (4/4) 10., 14., 31., 50. | (23:9) Bericht | Versuche: Qaraniqio 59. n.erh. Ravulo 66. erh. Erhöhungen: Little (1/2) Straftritte: Little (3/3) 3., 7., 37. | Churchill Park, Lautoka Zuschauer: 4.075 Schiedsrichter: Marius Jonker (Südafrika) |

| 2. Juli 2011 18:10 JST | Japan                                                                                           | 15 : 34        | Samoa | Prinz-Chichibu-Rugbystadion, Tokio Zuschauer: 9.700 Schiedsrichter: Keith Brown (Neuseeland) |
| 2. Juli 2011 18:10 JST | Versuche: Holani 20. n.erh. Usuzuki 46. erh. Erhöhungen: Webb (1/1) Straftritte: Webb (1/2) 32. | (8:24) Bericht | Versuche: Tuilagi (2) 2. erh., 14. erh. Salavea 34. erh. Pisi 59. erh. Erhöhungen: So’oialo (4/4) Straftritte: So’oialo (2/3) 12., 65. | Prinz-Chichibu-Rugbystadion, Tokio Zuschauer: 9.700 Schiedsrichter: Keith Brown (Neuseeland) |

| 9. Juli 2011 12:40 UTC+12 | Tonga | 27 : 28         | Japan                                                                                             | National Stadium, Suva Zuschauer: 2.550 Schiedsrichter: Peter Fitzgibbon (Irland) |
| 9. Juli 2011 12:40 UTC+12 | Versuche: Maʻafu 24. erh. Morath 29. erh. Tongaʻuiha Erhöhungen: Morath (3/3) 25., 30., 74. Straftritte: Morath (2/2) 7., 62. | (17:20) Bericht | Versuche: Holani 5. erh. Endō 34. erh. Kikutani 47. erh. Taira 51. erh. Erhöhungen: Arlidge (4/4) | National Stadium, Suva Zuschauer: 2.550 Schiedsrichter: Peter Fitzgibbon (Irland) |

| 9. Juli 2011 15:10 UTC+12 | Samoa | 18 : 36         | Fidschi | National Stadium, Suva Zuschauer: 4.000 Schiedsrichter: Marius Jonker (Südafrika) |
| 9. Juli 2011 15:10 UTC+12 | Versuche: Tagicakibau 22. n.erh. Iosua 74. erh. Erhöhungen: So’oialo (1/1) Straftritte: Lavea (1/2) 11. So’oialo (1/1) 14. | (11:17) Bericht | Versuche: Goneva 8. erh. Campese Ma’afu 40. erh. Fatiaki 46. n.erh. Rawaqa 70. erh. Qaraniqio 79. erh. Erhöhungen: Little (2/3) Luveniyali (2/2) Straftritte: Little (1/2) 20. | National Stadium, Suva Zuschauer: 4.000 Schiedsrichter: Marius Jonker (Südafrika) |

| 13. Juli 2011 12:40 UTC+12 | Tonga | 29 : 19         | Samoa                                                                                            | Churchill Park, Lautoka Zuschauer: 2.020 Schiedsrichter: Keith Brown (Neuseeland) |
| 13. Juli 2011 12:40 UTC+12 | Versuche: Taumalolo 32. erh. Helu 76. erh. Erhöhungen: Morath (2/2) Straftritte: Morath (5/6) 1., 16., 20., 35., 67. | (18:10) Bericht | Versuche: Lemi 17. erh. Erhöhungen: So’oialo (1/1) Straftritte: So’oialo (4/5) 4., 42., 44., 60. | Churchill Park, Lautoka Zuschauer: 2.020 Schiedsrichter: Keith Brown (Neuseeland) |

| 13. Juli 2011 15:10 UTC+12 | Japan                                                                                                   | 24 : 13       | Fidschi                                                              | Churchill Park, Lautoka Zuschauer: 3.000 Schiedsrichter: Peter Fitzgibbon (Irland) |
| 13. Juli 2011 15:10 UTC+12 | Versuche: Aruga 45. n.erh. Nicholas 58. erh. Horie 63. n.erh. Imamura 80.+8 erh. Erhöhungen: Webb (2/3) | (0:8) Bericht | Versuche: Nalaga (2) 6. n.erh., 48. n.erh. Straftritte: Bai (1/2) 1. | Churchill Park, Lautoka Zuschauer: 3.000 Schiedsrichter: Peter Fitzgibbon (Irland) |